# Supercopa de la UEFA 2021
La Supercopa de la UEFA 2021 fue la 46.a edición de la Supercopa de la UEFA, partido de fútbol anual organizado por la UEFA que enfrenta a los ganadores de las dos principales competiciones europas a nivel de clubes, la Liga de Campeones y la Liga Europa. El encuentro se disputó entre el Chelsea Football Club inglés, ganador de la Liga de Campeones de la UEFA 2020-21, y el Villarreal Club de Fútbol español, ganador de la Liga Europa de la UEFA 2020-21, en Windsor Park, en la ciudad de Belfast, Irlanda del Norte, el 11 de agosto de 2021.
Finalmente el Chelsea F. C. ganaría el enfrentamiento 6:5 en penales después de haber quedado empatados 1:1 tras el tiempo suplementario, consiguiendo así su segunda Supercopa de la UEFA.

## Participantes
En negrita ediciones donde el equipo salió ganador.
| Equipo           | Vía de clasificación                               | Participaciones previas    |
| ---------------- | -------------------------------------------------- | -------------------------- |
| Chelsea F. C.    | Campeón de la Liga de Campeones de la UEFA 2020-21 | 4 (1998, 2012, 2013, 2019) |
| Villarreal C. F. | Campeón de la Liga Europa de la UEFA 2020-21       | Debutante                  |

## Lugar
Windsor Park fue sede de la final de la XLVI edición de la Supercopa. El estadio alberga los partidos del Linfield F. C. y la selección de fútbol de Irlanda del Norte.

## Final
| 16    | POR   | Édouard Mendy      | 119' |
| 15    | DEF   | Kurt Zouma         | 66'  |
| 14    | DEF   | Trevoh Chalobah    |      |
| 2     | DEF   | Antonio Rüdiger    |      |
| 20    | MED   | Callum Hudson-Odoi | 82'  |
| 7     | MED   | N'Golo Kanté       | 65'  |
| 17    | MED   | Mateo Kovačić      |      |
| 3     | MED   | Marcos Alonso      |      |
| 22    | MED   | Hakim Ziyech       | 43'  |
| 29    | DEL   | Kai Havertz        |      |
| 11    | DEL   | Timo Werner        | 65'  |
| D. T. | D. T. | Thomas Tuchel      |      |

| 1     | POR   | Sergio Asenjo   |     |
| 8     | DEF   | Juan Foyth      |     |
| 3     | DEF   | Raúl Albiol     |     |
| 4     | DEF   | Pau Torres      |     |
| 24    | DEF   | Alfonso Pedraza | 58' |
| 14    | MED   | Manu Trigueros  | 70' |
| 25    | MED   | Étienne Capoue  | 70' |
| 18    | MED   | Alberto Moreno  | 85' |
| 21    | DEL   | Yeremi Pino     | 91' |
| 7     | DEL   | Gerard Moreno   |     |
| 16    | DEL   | Boulaye Dia     | 86' |
| D. T. | D. T. | Unai Emery      |     |

| 10 | MED | Christian Pulisic   | 43'  |
| 5  | MED | Jorginho            | 65'  |
| 19 | MED | Mason Mount         | 65'  |
| 4  | DEF | Andreas Christensen | 66'  |
| 28 | DEF | César Azpilicueta   | 82'  |
| 1  | POR | Kepa Arrizabalaga   | 119' |

| 12 | DEF | Pervis Estupiñán | 58' |
| 2  | DEF | Mario Gaspar     | 70' |
| 23 | MED | Moi Gómez        | 70' |
| 6  | MED | Manu Morlanes    | 85' |
| 17 | MED | Dani Raba        | 86' |
| 22 | DEF | Aïssa Mandi      | 91' |

| 27' | Hakim Ziyech | 1:0 |

| 73' | Gerard Moreno | 1:1 |

| Fallo de penal · Acierto de penal · Acierto de penal · Acierto de penal · Acierto de penal · Acierto de penal · Acierto de penal | Kai Havertz César Azpilicueta Marcos Alonso Mason Mount Jorginho Christian Pulisic Antonio Rüdiger | 0:0 1:1 2:1 3:2 4:3 5:4 6:5 |

| Acierto de penal · Fallo de penal · Acierto de penal · Acierto de penal · Acierto de penal · Acierto de penal · Fallo de penal | Gerard Moreno Aïssa Mandi Pervis Estupiñán Moi Gómez Dani Raba Juan Foyth Raúl Albiol | 0:1 1:1 2:2 3:3 4:4 5:5 6:5 |

| 45' | Antonio Rüdiger |

| 61' · 119' | Yeremi Pino Dani Raba |

| Principal  | Serguéi Karasiov |
| Asistentes | Igor Demeshko    |
|            | Maksim Gavrilin  |
| Cuarto     | Aleksei Kulbakov |
| Quinto     | Filippo Meli     |

| VAR            | Marco Fritz         |
| Asistentes VAR | Paweł Gil           |
|                | Massimiliano Irrati |

|                   |    |    |
| Tiros             | 21 | 11 |
| Tiros a puerta    | 7  | 4  |
| Faltas            | 10 | 15 |
| Saques de esquina | 9  | 5  |
| Penaltis          | 0  | 0  |
| Fueras de juego   | 4  | 2  |

| Alineación inicial |

| 16    | POR   | Édouard Mendy      | 119' |
| 15    | DEF   | Kurt Zouma         | 66'  |
| 14    | DEF   | Trevoh Chalobah    |      |
| 2     | DEF   | Antonio Rüdiger    |      |
| 20    | MED   | Callum Hudson-Odoi | 82'  |
| 7     | MED   | N'Golo Kanté       | 65'  |
| 17    | MED   | Mateo Kovačić      |      |
| 3     | MED   | Marcos Alonso      |      |
| 22    | MED   | Hakim Ziyech       | 43'  |
| 29    | DEL   | Kai Havertz        |      |
| 11    | DEL   | Timo Werner        | 65'  |
| D. T. | D. T. | Thomas Tuchel      |      |

| 1     | POR   | Sergio Asenjo   |     |
| 8     | DEF   | Juan Foyth      |     |
| 3     | DEF   | Raúl Albiol     |     |
| 4     | DEF   | Pau Torres      |     |
| 24    | DEF   | Alfonso Pedraza | 58' |
| 14    | MED   | Manu Trigueros  | 70' |
| 25    | MED   | Étienne Capoue  | 70' |
| 18    | MED   | Alberto Moreno  | 85' |
| 21    | DEL   | Yeremi Pino     | 91' |
| 7     | DEL   | Gerard Moreno   |     |
| 16    | DEL   | Boulaye Dia     | 86' |
| D. T. | D. T. | Unai Emery      |     |

| 10 | MED | Christian Pulisic   | 43'  |
| 5  | MED | Jorginho            | 65'  |
| 19 | MED | Mason Mount         | 65'  |
| 4  | DEF | Andreas Christensen | 66'  |
| 28 | DEF | César Azpilicueta   | 82'  |
| 1  | POR | Kepa Arrizabalaga   | 119' |

| 12 | DEF | Pervis Estupiñán | 58' |
| 2  | DEF | Mario Gaspar     | 70' |
| 23 | MED | Moi Gómez        | 70' |
| 6  | MED | Manu Morlanes    | 85' |
| 17 | MED | Dani Raba        | 86' |
| 22 | DEF | Aïssa Mandi      | 91' |

| 27' | Hakim Ziyech | 1:0 |

| 73' | Gerard Moreno | 1:1 |

| Fallo de penal · Acierto de penal · Acierto de penal · Acierto de penal · Acierto de penal · Acierto de penal · Acierto de penal | Kai Havertz César Azpilicueta Marcos Alonso Mason Mount Jorginho Christian Pulisic Antonio Rüdiger | 0:0 1:1 2:1 3:2 4:3 5:4 6:5 |

| Acierto de penal · Fallo de penal · Acierto de penal · Acierto de penal · Acierto de penal · Acierto de penal · Fallo de penal | Gerard Moreno Aïssa Mandi Pervis Estupiñán Moi Gómez Dani Raba Juan Foyth Raúl Albiol | 0:1 1:1 2:2 3:3 4:4 5:5 6:5 |

| 45' | Antonio Rüdiger |

| 61' · 119' | Yeremi Pino Dani Raba |

| Principal  | Serguéi Karasiov |
| Asistentes | Igor Demeshko    |
|            | Maksim Gavrilin  |
| Cuarto     | Aleksei Kulbakov |
| Quinto     | Filippo Meli     |

| VAR            | Marco Fritz         |
| Asistentes VAR | Paweł Gil           |
|                | Massimiliano Irrati |

|                   |    |    |
| Tiros             | 21 | 11 |
| Tiros a puerta    | 7  | 4  |
| Faltas            | 10 | 15 |
| Saques de esquina | 9  | 5  |
| Penaltis          | 0  | 0  |
| Fueras de juego   | 4  | 2  |

| Alineación inicial |

| 16    | POR   | Édouard Mendy      | 119' |
| 15    | DEF   | Kurt Zouma         | 66'  |
| 14    | DEF   | Trevoh Chalobah    |      |
| 2     | DEF   | Antonio Rüdiger    |      |
| 20    | MED   | Callum Hudson-Odoi | 82'  |
| 7     | MED   | N'Golo Kanté       | 65'  |
| 17    | MED   | Mateo Kovačić      |      |
| 3     | MED   | Marcos Alonso      |      |
| 22    | MED   | Hakim Ziyech       | 43'  |
| 29    | DEL   | Kai Havertz        |      |
| 11    | DEL   | Timo Werner        | 65'  |
| D. T. | D. T. | Thomas Tuchel      |      |

| 1     | POR   | Sergio Asenjo   |     |
| 8     | DEF   | Juan Foyth      |     |
| 3     | DEF   | Raúl Albiol     |     |
| 4     | DEF   | Pau Torres      |     |
| 24    | DEF   | Alfonso Pedraza | 58' |
| 14    | MED   | Manu Trigueros  | 70' |
| 25    | MED   | Étienne Capoue  | 70' |
| 18    | MED   | Alberto Moreno  | 85' |
| 21    | DEL   | Yeremi Pino     | 91' |
| 7     | DEL   | Gerard Moreno   |     |
| 16    | DEL   | Boulaye Dia     | 86' |
| D. T. | D. T. | Unai Emery      |     |

| 10 | MED | Christian Pulisic   | 43'  |
| 5  | MED | Jorginho            | 65'  |
| 19 | MED | Mason Mount         | 65'  |
| 4  | DEF | Andreas Christensen | 66'  |
| 28 | DEF | César Azpilicueta   | 82'  |
| 1  | POR | Kepa Arrizabalaga   | 119' |

| 12 | DEF | Pervis Estupiñán | 58' |
| 2  | DEF | Mario Gaspar     | 70' |
| 23 | MED | Moi Gómez        | 70' |
| 6  | MED | Manu Morlanes    | 85' |
| 17 | MED | Dani Raba        | 86' |
| 22 | DEF | Aïssa Mandi      | 91' |

| 27' | Hakim Ziyech | 1:0 |

| 73' | Gerard Moreno | 1:1 |

| Fallo de penal · Acierto de penal · Acierto de penal · Acierto de penal · Acierto de penal · Acierto de penal · Acierto de penal | Kai Havertz César Azpilicueta Marcos Alonso Mason Mount Jorginho Christian Pulisic Antonio Rüdiger | 0:0 1:1 2:1 3:2 4:3 5:4 6:5 |

| Acierto de penal · Fallo de penal · Acierto de penal · Acierto de penal · Acierto de penal · Acierto de penal · Fallo de penal | Gerard Moreno Aïssa Mandi Pervis Estupiñán Moi Gómez Dani Raba Juan Foyth Raúl Albiol | 0:1 1:1 2:2 3:3 4:4 5:5 6:5 |

| 45' | Antonio Rüdiger |

| 61' · 119' | Yeremi Pino Dani Raba |

| Principal  | Serguéi Karasiov |
| Asistentes | Igor Demeshko    |
|            | Maksim Gavrilin  |
| Cuarto     | Aleksei Kulbakov |
| Quinto     | Filippo Meli     |

| VAR            | Marco Fritz         |
| Asistentes VAR | Paweł Gil           |
|                | Massimiliano Irrati |

|                   |    |    |
| Tiros             | 21 | 11 |
| Tiros a puerta    | 7  | 4  |
| Faltas            | 10 | 15 |
| Saques de esquina | 9  | 5  |
| Penaltis          | 0  | 0  |
| Fueras de juego   | 4  | 2  |

| Alineación inicial |

| 16    | POR   | Édouard Mendy      | 119' |
| 15    | DEF   | Kurt Zouma         | 66'  |
| 14    | DEF   | Trevoh Chalobah    |      |
| 2     | DEF   | Antonio Rüdiger    |      |
| 20    | MED   | Callum Hudson-Odoi | 82'  |
| 7     | MED   | N'Golo Kanté       | 65'  |
| 17    | MED   | Mateo Kovačić      |      |
| 3     | MED   | Marcos Alonso      |      |
| 22    | MED   | Hakim Ziyech       | 43'  |
| 29    | DEL   | Kai Havertz        |      |
| 11    | DEL   | Timo Werner        | 65'  |
| D. T. | D. T. | Thomas Tuchel      |      |

| 1     | POR   | Sergio Asenjo   |     |
| 8     | DEF   | Juan Foyth      |     |
| 3     | DEF   | Raúl Albiol     |     |
| 4     | DEF   | Pau Torres      |     |
| 24    | DEF   | Alfonso Pedraza | 58' |
| 14    | MED   | Manu Trigueros  | 70' |
| 25    | MED   | Étienne Capoue  | 70' |
| 18    | MED   | Alberto Moreno  | 85' |
| 21    | DEL   | Yeremi Pino     | 91' |
| 7     | DEL   | Gerard Moreno   |     |
| 16    | DEL   | Boulaye Dia     | 86' |
| D. T. | D. T. | Unai Emery      |     |

| 10 | MED | Christian Pulisic   | 43'  |
| 5  | MED | Jorginho            | 65'  |
| 19 | MED | Mason Mount         | 65'  |
| 4  | DEF | Andreas Christensen | 66'  |
| 28 | DEF | César Azpilicueta   | 82'  |
| 1  | POR | Kepa Arrizabalaga   | 119' |

| 12 | DEF | Pervis Estupiñán | 58' |
| 2  | DEF | Mario Gaspar     | 70' |
| 23 | MED | Moi Gómez        | 70' |
| 6  | MED | Manu Morlanes    | 85' |
| 17 | MED | Dani Raba        | 86' |
| 22 | DEF | Aïssa Mandi      | 91' |

| 27' | Hakim Ziyech | 1:0 |

| 73' | Gerard Moreno | 1:1 |

| Fallo de penal · Acierto de penal · Acierto de penal · Acierto de penal · Acierto de penal · Acierto de penal · Acierto de penal | Kai Havertz César Azpilicueta Marcos Alonso Mason Mount Jorginho Christian Pulisic Antonio Rüdiger | 0:0 1:1 2:1 3:2 4:3 5:4 6:5 |

| Acierto de penal · Fallo de penal · Acierto de penal · Acierto de penal · Acierto de penal · Acierto de penal · Fallo de penal | Gerard Moreno Aïssa Mandi Pervis Estupiñán Moi Gómez Dani Raba Juan Foyth Raúl Albiol | 0:1 1:1 2:2 3:3 4:4 5:5 6:5 |

| 45' | Antonio Rüdiger |

| 61' · 119' | Yeremi Pino Dani Raba |

| Principal  | Serguéi Karasiov |
| Asistentes | Igor Demeshko    |
|            | Maksim Gavrilin  |
| Cuarto     | Aleksei Kulbakov |
| Quinto     | Filippo Meli     |

| VAR            | Marco Fritz         |
| Asistentes VAR | Paweł Gil           |
|                | Massimiliano Irrati |

|                   |    |    |
| Tiros             | 21 | 11 |
| Tiros a puerta    | 7  | 4  |
| Faltas            | 10 | 15 |
| Saques de esquina | 9  | 5  |
| Penaltis          | 0  | 0  |
| Fueras de juego   | 4  | 2  |

| Alineación inicial |

|                                  |
| Bandera de Inglaterra            |
| Campeón Chelsea F. C. 2.º título |